# 500 szekli 1980 Ze’ew Żabotyński
500 szekli 1980 Ze’ew Żabotyński – izraelska moneta kolekcjonerska wybita w złocie w 1980 roku w celu upamiętnienia 100. rocznicy urodzin przywódcy syjonistów rewizjonistów Ze’ewa Żabotyńskiego. Monety z okresu szekla zostały wycofane z obiegu w 1985 roku. Moneta wybita poza izraelskimi seriami monet kolekcjonerskich.

## Opis monety
Moneta miała na celu upamiętnienie 100. rocznicy urodzin przywódcy syjonistów rewizjonistów Ze’ewa Żabotyńskiego, pisarza, współtwórcy Legionu Żydowskiego i Nowej Organizacji Syjonistycznej, którego ciało zostało przetransportowane do Izraela i złożone na cmentarzu na Wzgórzu Herzla w Jerozolimie w 1964 roku.
Inskrypcje, awers i rewers monety zaprojektowane zostały przez Cwiego Narkisa. Z kolei portret Żabotyńskiego został zaprojektowany przez Tidhara Dagana.

### Awers
W lewej części pola monety znajduje się herb Izraela, pod nim nominał oraz nazwa waluty „500 שקל” (500 szekli). Po prawej od herbu i nominału, wzdłuż obrzeża, znajdują się nazwa państwa po angielsku, hebrajsku (ישראל) i arabsku (اسرائيل), rok wybicia wg kalendarza żydowskiego oraz kalendarza gregoriańskiego „תשמ"א 1980”, imię i nazwisko Żabotyńskiego alfabetem łacińskim „ZEEV JABOTINSKY” wraz z latami jego życia (1880–1940). Moneta, na lewo od nominału, ma znak mennicy „מ”.

### Rewers
Na rewersie przedstawiono portret Żabotyńskiego. Na lewo od portretu, wzdłuż obrzeża, imię i nazwisko zapisane po hebrajsku „זאב ז'בוטינסקי”.

### Pozostałe
Opis:
- Waga: 17,28 g
- Średnica: 30 mm
- Kruszec: Au 900
- Stempel: lustrzany
- Liczba wybitych sztuk: 7471
- Mennica: Kanadyjska Mennica Królewska (Ottawa, Kanada)